# Cliffside Park
Cliffside Park ist eine Stadt im Bergen County des Bundesstaats New Jersey in den USA. Das U.S. Census Bureau hat bei der Volkszählung 2020 eine Einwohnerzahl von 25.693 ermittelt.

## Geographie
Nach dem United States Census Bureau hat die Stadt eine Gesamtfläche von 2,5 km², wobei keine Wasserflächen miteinberechnet sind.

## Demographie
Nach der Volkszählung von 2000 gibt es 23.007 Menschen, 10.027 Haushalte und 6.036 Familien in der Stadt. Die Bevölkerungsdichte beträgt 9.253,2 Einwohner pro km². 77,85 % der Bevölkerung sind Weiße, 1,83 % Afroamerikaner, 0,25 % amerikanische Ureinwohner, 12,05 % Asiaten, 0,02 % pazifische Insulaner, 4,97 % anderer Herkunft und 3,02 % Mischlinge. 18,16 % sind Latinos unterschiedlicher Abstammung.
Von den 10.027 Haushalten haben 21,9 % Kinder unter 18 Jahre. 46,2 % davon sind verheiratete, zusammenlebende Paare, 9,8 % sind alleinerziehende Mütter, 39,8 % sind keine Familien, 33,8 % bestehen aus Singlehaushalten und in 13,8 % Menschen sind älter als 65. Die Durchschnittshaushaltsgröße beträgt 2,29, die Durchschnittsfamiliengröße 2,95.
16,9 % der Bevölkerung sind unter 18 Jahre alt, 7,4 % zwischen 18 und 24, 33,6 % zwischen 25 und 44, 23,8 % zwischen 45 und 64, 18,4 % älter als 65. Das Durchschnittsalter beträgt 40 Jahre. Das Verhältnis Frauen zu Männer beträgt 100:93,1, für Menschen älter als 18 Jahre beträgt das Verhältnis 100:90,6.
Das jährliche Durchschnittseinkommen der Haushalte beträgt 46.288 USD, das Durchschnittseinkommen der Familien 54.915 USD. Männer haben ein Durchschnittseinkommen von 40.114 USD, Frauen 36.100 USD. Der Prokopfeinkommen der Stadt beträgt 28.516 USD. 10,7 % der Bevölkerung und 8,5 % der Familien leben unterhalb der Armutsgrenze, davon sind 12,1 % Kinder oder Jugendliche jünger als 18 Jahre und 10,2 % der Menschen sind älter als 65.

## Söhne und Töchter der Stadt
- Gus Lesnevich (1915–1964), Boxer
- Betsy Blair (1923–2009), Schauspielerin
- Bruce Lundvall (1935–2015), Musikproduzent